# Machine-outil
 (janvier 2020).
Si vous disposez d'ouvrages ou d'articles de référence ou si vous connaissez des sites web de qualité traitant du thème abordé ici, merci de compléter l'article en donnant les références utiles à sa vérifiabilité et en les liant à la section « Notes et références ».
Une machine-outil est un équipement mécanique destiné à exécuter un usinage, ou autre tâche répétitive, avec une précision et une puissance adaptées. Elle imprime à un outil, qu'il soit fixe, mobile, ou tournant, un mouvement permettant d'usiner ou de déformer une pièce ou un ensemble fixés sur un plateau mobile ou non.

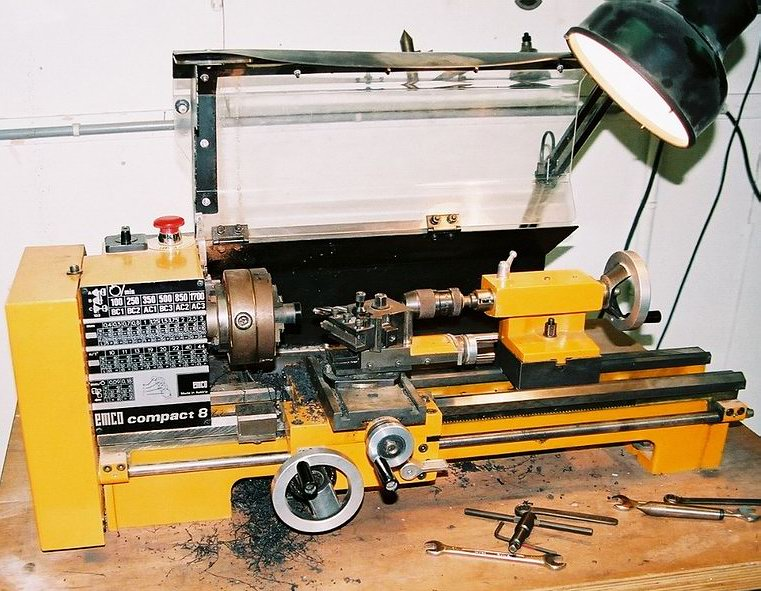
Le tour est un exemple de machine outil.

## Histoire
Le tour et notamment le tour à métaux a joué un rôle de premier plan au cours de la révolution industrielle. C'est la machine élémentaire de la mécanique industrielle, celle sans laquelle aucune autre machine ne peut voir le jour.
En 1751, Vaucanson invente son célèbre « tour à charioter à bâti métallique » aujourd'hui exposé au Musée national des techniques du Conservatoire national des arts et métiers (CNAM). La principale innovation  de ce tour, dont le châssis est constitué de barres de fer boulonnées, réside dans le chariot porte-outil, qui se déplace parallèlement à l'axe des pointes et son guidage prismatique. Le chariot permet l'usinage de pièces pouvant atteindre 1 m de long et 30 cm de diamètre, avec une grande précision.
La même année 1751, Nicolas Focq invente la machine à raboter le fer, puis la machine à aléser.
La création des premières machines-outils est généralement due aux travaux des ingénieurs français du XVIIIe siècle. Les motivations sont doubles.
- Certains y voient la possibilité de réaliser mécaniquement des opérations que les techniques artisanales ne peuvent assurer avec précision. Dans cet esprit, les ingénieurs anglais - à la suite de Wilkinson et Maudslay - vont contribuer au perfectionnement et à l'essor de la machine-outil.
- D'autres, comme Frédéric Japy - lequel dépose un brevet en 1799 pour une dizaine de machines -, sont animés par le souci d'une meilleure productivité. La description du brevet indique que les machines sont « propres à simplifier et à diminuer la main d'œuvre de l'horlogerie »[2] : « machine à couper le laiton, découpoir, tour à tourner les platines de montres, machine à tailler les roues, machine pour faire les piliers ronds ou carrés, machine à faire le balancier, machine pour percer droit, machine à river les piliers des cages de montres, machine à refaire l'entrée du lardon de potence, machine à fendre les vis », etc.. Grâce à ses inventions, Japy obtient un prix de revient des ébauches de montres au tiers du prix traditionnellement sorti par les artisans.

L'expansion considérable de ces « machines à faire les machines » et leur précision toujours croissante sont depuis cette période un élément majeur du machinisme industriel.

## Typologie

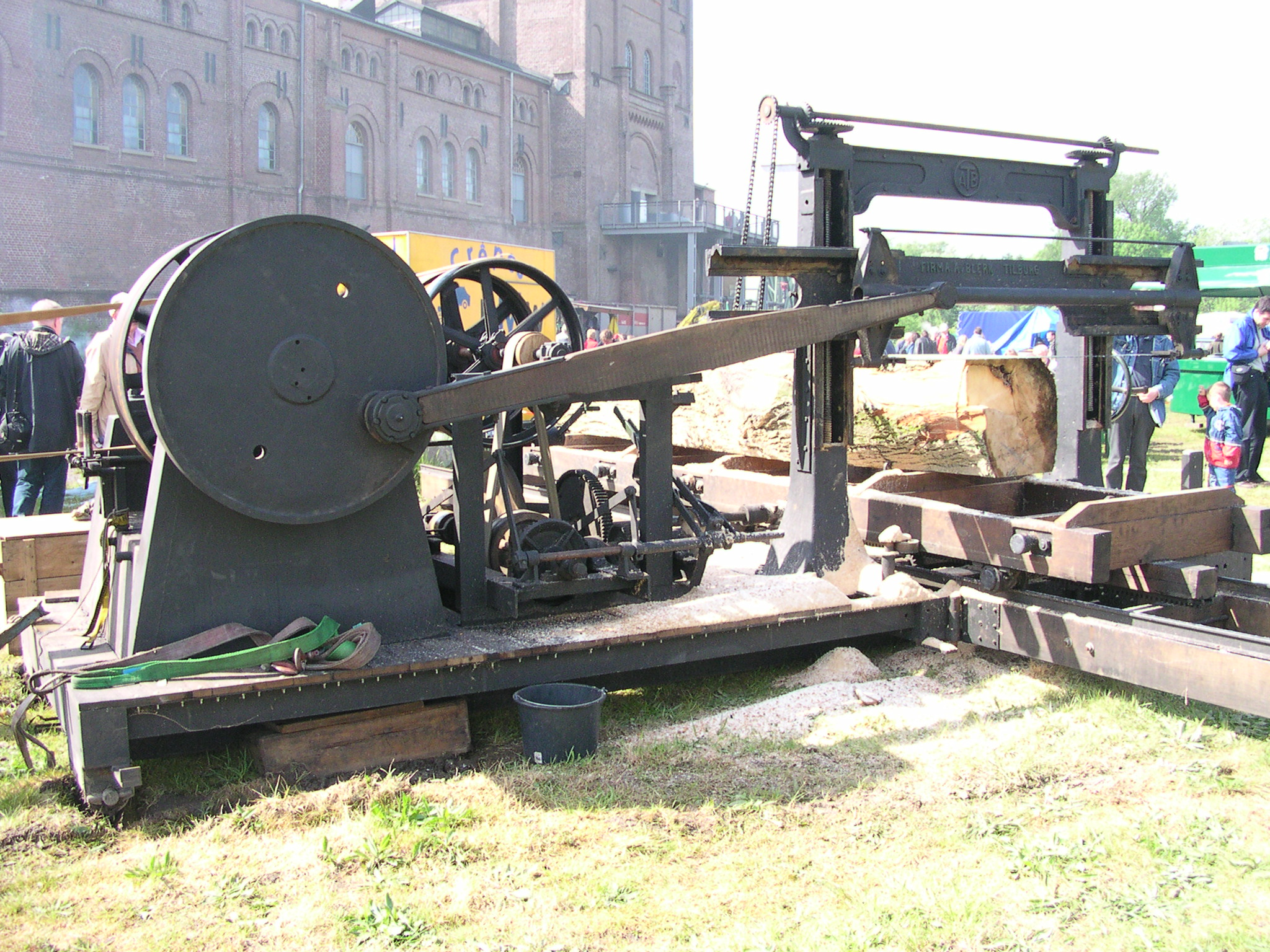
Ancienne scie à débiter les arbres en planches.

Sont notamment des machines-outils :
- les machines-outils pour l'enlèvement de matière :

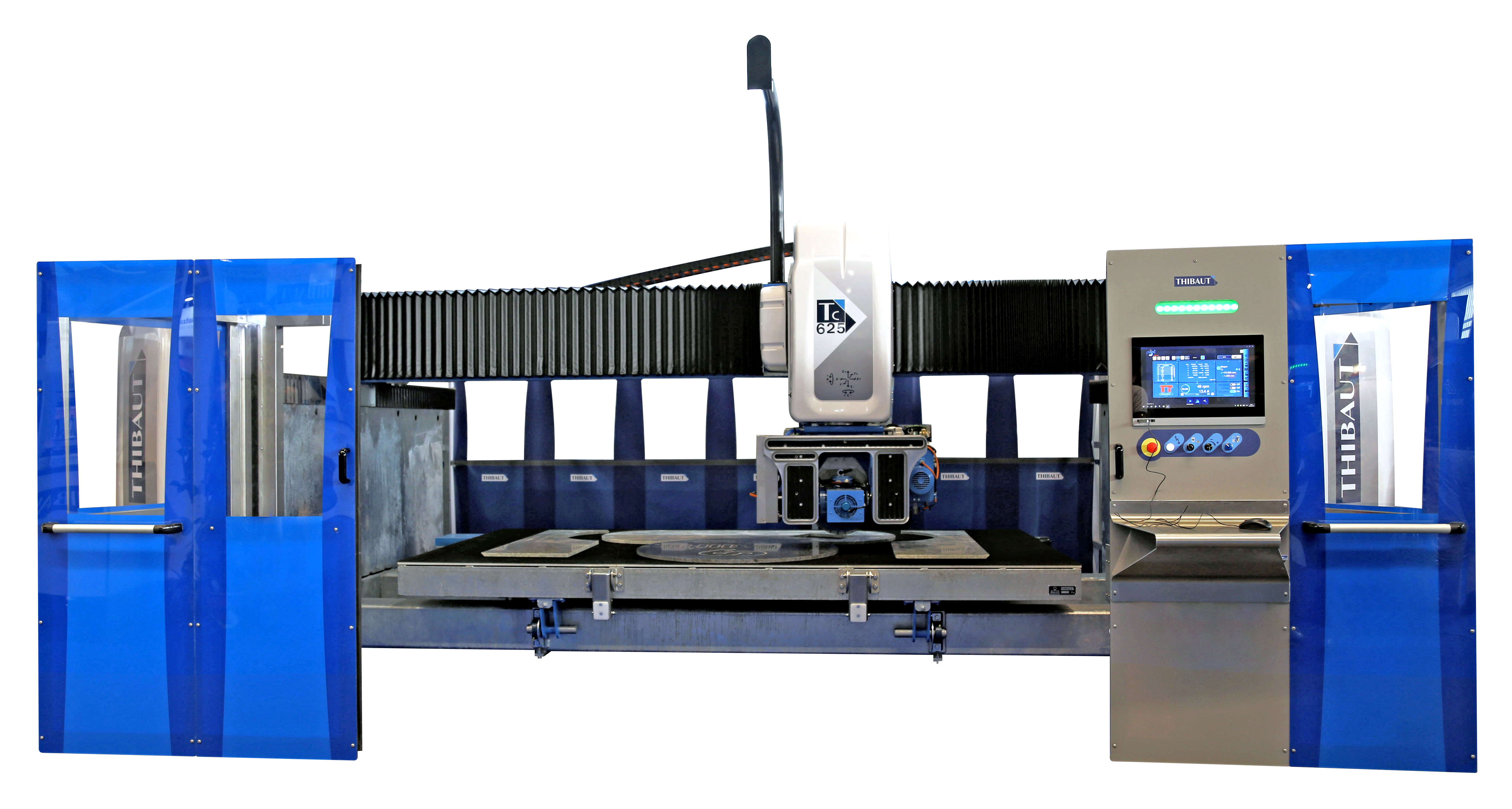
Débiteuse 5 axes.

  - Débiteuse 5 axes.les scies motorisées appelées aussi débiteuses ;
  - le tour ;
  - la fraiseuse ;
  - la rectifieuse ;
  - la perceuse à colonne ;
  - l'aléseuse ;
  - l'étau limeur ;
  - la décolleteuse ;
  - la machine à pointer ;
  - la presse à découper ;
  - la machine transfert ;
- les outils pour l'assemblage :
  - la visseuse.

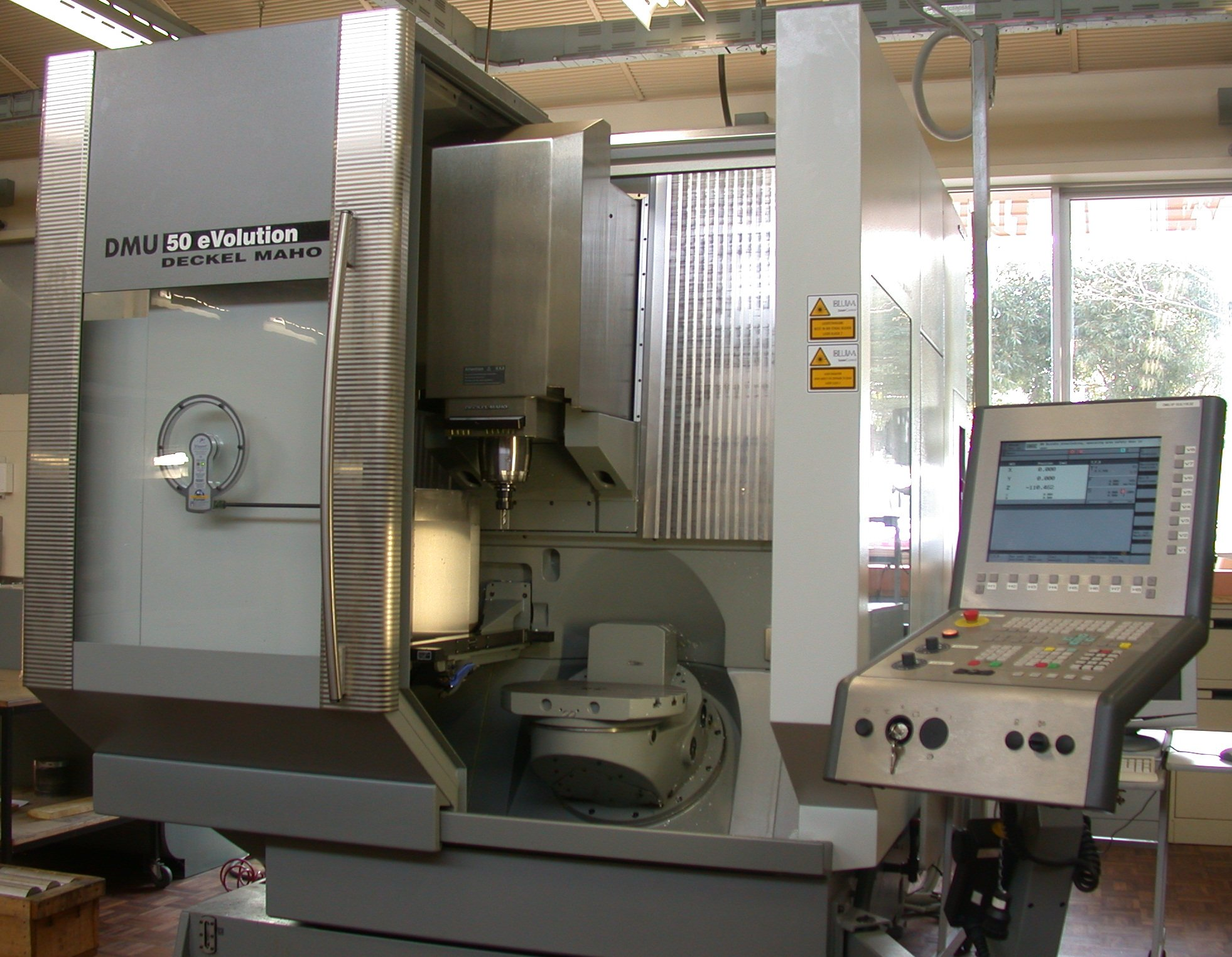
Centre d'usinage à broche verticale et deux plateaux tournants (5 axes) de Deckel.

Les machines-outils peuvent être classées selon deux grandes catégories :
- machine-outil conventionnelle (tour conventionnel, fraiseuse conventionnelle…) ;
- machine-outil à commande numérique (tour CN, fraiseuse CN…) ou centre d'usinage à plusieurs fonctions.

Une machine-outil comporte, généralement :
- un chassis rigide réalisé avec une grande précision ;
- une table, coulissant selon plusieurs axes, guidée par des glissières ;
- une (ou plusieurs) tête équipée de broche permettant de fixer l'outil ;
- plusieurs moteurs (rotation outil, mouvements de table) ;
- des éléments de manœuvre (manuels ou automatisés).

Les statistiques japonaises comptent les machines-outils comme des robots, ce que ne fait pas l'Europe qui les range dans des catégories séparées.
La tendance en Europe est de faire des machines dites « spéciales », spécialement étudiées pour un industriel en tête de son secteur.
Dans les pays en voie de développement, la machine standard reste la plus courante car moins coûteuse et disponible directement.

## Sécurité des machines et prévention des risques professionnels
Les machines peuvent, si aucune mesure de prévention n'est prise, présenter des risques pour les opérateurs et tierces personnes amenés à les côtoyer.
Dans l’Union européenne, d'un point de vue réglementaire, la conception et l’utilisation d’une machine-outil doivent être conformes, entre autres :
- à la directive "Machines" 2006/42/CE[3] pour la conception,
- à la directive 2009/104/CE[4] qui s’adresse aux utilisateurs de machines.

### Conception des machines destinées au marché européen
Conformément aux dispositions de la directive européenne "Machines" 2006/42/CE, les fabricants doivent réduire les risques dès la conception et respecter les Exigences Essentielles de Santé et de Sécurité listées dans son Annexe I.
Pour les aider dans leur démarche, les fabricants pourront s'appuyer sur la norme internationale ISO 12100:2010 "Sécurité des machines — Principes généraux de conception — Appréciation du risque et réduction du risque" qui décrit les principes généraux de conception des machines, ainsi que sur les brochures INRS relatives à la prévention des risques mécaniques et à la conception des systèmes de commande.  

### Utilisation des machines sur le territoire européen
Afin de préserver la santé et la sécurité des travailleurs, l’employeur doit s’assurer que les machines sont sûres et conformes et que leur utilisation n’expose pas les salariés à des risques, et ceci dans toutes leurs phases de vie.
A cet effet, il doit réaliser l’évaluation des risques liés à la machine dont les résultats seront transcrits dans le Document unique d’évaluation des risques.
De plus, l’employeur a l’obligation de maintenir la machine en état de conformité (article 4.2 de la directive européenne 2009/104/CE).

## Musées
- Musée des arts et métiers à Paris (aussi appelé « Conservatoire National des Arts et Métiers », ou « Musée national des Techniques du CNAM »)
- Musée du tour automatique à Moutier en Suisse[8].
- Musée de la Machine Müller à Bienne en Suisse.